# Прапор 16-го липня

Прапор створений 1997 року та переглянутий у 2000 року (вгорі); у 2007 р. по краю правої межі додано дату білим текстом «June 19, 1865»

Прапор 16-го липня — прапор, який знаменує День звільнення рабів. Він був створений у 1997 році і вперше замайорів у 2000 році.

## Створення та дизайн

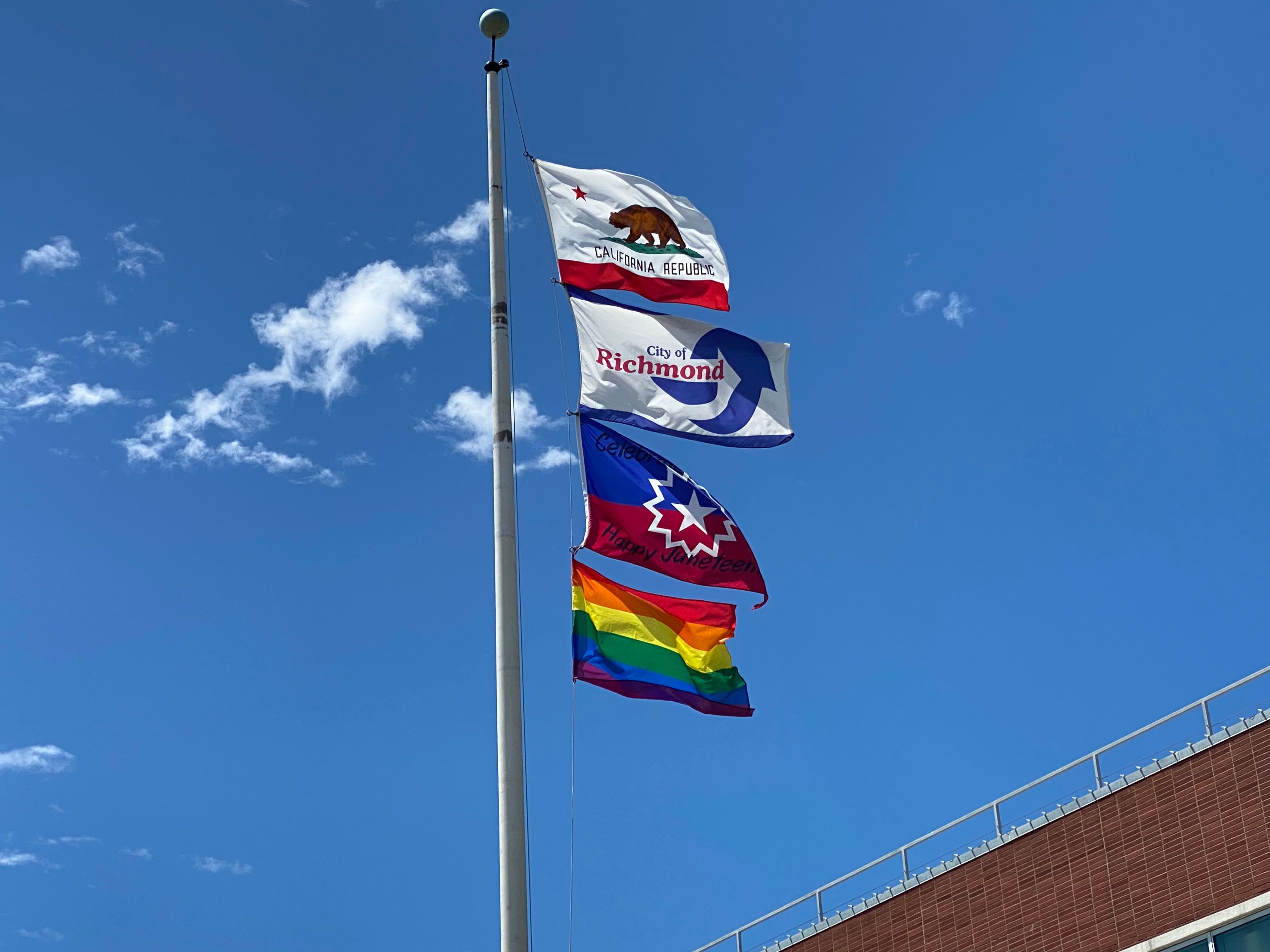
Прапори Прайду та 16-го липня біля міської ратуші Річмонда

Прапор був розроблений для Національного фонду святкування 16 червняу 1997 році Лізою Жанною Граф. У 2000 році прапор був перероблений, а в 2007 році додано текст «June 19, 1865».

### Символіка
Біла зірка та її спалах натякають на Техас і «свободу афроамериканців у всіх 50 штатах». Крива за зіркою символізує новий горизонт, а кольори були взяті з червоного, білого та синього прапора Сполучених Штатів.

## Історія
Вперше прапор був вивішений у парку Роксборі Герітадж у Бостоні у 2000 році.
19 червня 2021 року прапор був вивішений над Капітолієм штату Іллінойс.

## Панафриканський прапор і 16 червня
Багато осіб афроамериканської спільноти щоб святкувати день звільнення рабів використовують панафриканський прапор.